# Johannes Christian Ebersbach
Johannes Christian Ebersbach (* 5. Mai 1799 in Sachsenhausen (Waldeck); † 7. Dezember 1862 ebenda) war ein deutscher Politiker und Bürgermeister von Sachsenhausen (Waldeck).

## Leben
Ebersbach war der Sohn des Bäckermeisters und Pfennigmeisters Friedrich Wilhelm Ebersbach (1775–1829) und seiner Frau Henriette Charlotte Maria, geb. Weber. 1821 heiratete er Caroline Louise Döhne (1795–1827). Ebersbach war Ackermann in Sachsenhausen (Waldeck). 1827 wurde er Gemeinsherr, 1828 Gemeinsvorsteher in Sachsenhausen (Waldeck). Bis 1835 war Ebersbach Polizeiinspektor, von 1836 bis 1848 Stadtschreiber. Von 1835 bis 1848 hatte er den Posten des Bürgermeisters der Stadt Sachsenhausen (Waldeck) inne. In dieser Funktion war Ebersbach von 1835 bis 1848 auch Waldeckischer Landstand.